# Need for Speed: Most Wanted (2012)
Need for Speed: Most Wanted is een racespel ontwikkeld door Criterion Games en uitgegeven door Electronic Arts. Het spel kwam in Europa op 2 november 2012 uit en is het twintigste deel in de Need for Speed-serie. Het spel is gebaseerd op de originele Most Wanted-titel uit 2005.

## Gameplay
In Need for Speed: Most Wanted staat het ontsnappen aan de politie in een open wereld centraal. Het spel bevat een vernieuwde versie van Autolog, een sociale dienst waarmee spelers races kunnen vergelijken met vrienden en online kunnen racen tegen anderen. Het spel speelt zich af in de fictieve stad Fairhaven City, waar onder andere de fictieve Interstate 92 door loopt.

### Evenementen
- Circuitrace - Een race met 2 of 3 ronden.
- Sprintrace - Een race van punt A naar punt B.
- Speedrun - Hier is het de bedoeling dat de speler een gemiddelde snelheid haalt voor de finish.
- Valstrik - Ontsnap binnen de tijd aan de politie.
- Drift Attack - in dit evenement moet zo veel mogelijk gedrift worden.
- Smash and Grab - De speler moet een aantal punten verdienen door bepaalde objecten te rammen.
- Most Wanted Evenement - Race hier tegen een Most Wanted auto.

## Ontvangst
| Beoordeeld door        | Jaar | Platform      | Score |
| ---------------------- | ---- | ------------- | ----- |
| Softpedia              | 2012 | Windows       | 90%   |
| 4Players.de            | 2012 | Windows       | 81%   |
| Eurogamer.net (UK)     | 2005 | Xbox 360      | 80%   |
| Jeuxvideo.com          | 2012 | PlayStation 3 | 75%   |
| Jeuxvideo.com          | 2012 | Windows       | 75%   |
| Jeuxvideo.com          | 2012 | Xbox 360      | 75%   |
| Darkstation            | 2012 | PlayStation 3 | 70%   |
| Gamereactor (Zweden)   | 2012 | PS Vita       | 70%   |
| Absolute Games (AG.ru) | 2012 | Windows       | 65%   |
| Splitkick              | 2012 | Xbox 360      | 60%   |

## Soundtracks
| Artiest                             | Nummer                                    | Land                      |
| ----------------------------------- | ----------------------------------------- | ------------------------- |
| Above & Beyond                      | Anjunabeach                               | Vlag van Engeland         |
| Asherel                             | Shake The Dust                            | Vlag van Verenigde Staten |
| Band Of Skulls                      | You're Not Pretty But You Got It Goin' On | Vlag van Engeland         |
| Bassnectar                          | Empathy                                   | Vlag van Verenigde Staten |
| Beware of Darkness                  | Howl                                      | Vlag van Verenigde Staten |
| Calvin Harris                       | New Rush (KillSonik remix)                | /                         |
| C&D                                 | The Chase                                 | Vlag van Engeland         |
| The Chemical Brothers               | Galvanize                                 | Vlag van Engeland         |
| Crosses                             | Telepathy                                 | Vlag van Verenigde Staten |
| Deadmau5 ft. Wolfgang Gartner       | Channel 42                                | /                         |
| Dead Sara                           | Weatherman                                | Vlag van Verenigde Staten |
| Dispatch                            | Circles Around The Sun                    | Vlag van Verenigde Staten |
| Dizzee Rascal ft. Armand Van Helden | Bonkers                                   | /                         |
| DJ Fresh ft. Dizzee Rascal          | The Power                                 | Vlag van Engeland         |
| Flux Pavilion ft. Sway & P-Money    | Double Edge                               | /                         |
| Foreign Beggars ft. Noisia          | Contact                                   | /                         |
| Green Day                           | Stop When The Red Lights Flash            | Vlag van Verenigde Staten |
| Heaven's Basement                   | I Am Electric                             | Vlag van Engeland         |
| Icona Pop ft. Charli XCX            | I Love It                                 | /                         |
| The Joy Formidable                  | Little Blimp                              | Vlag van Wales            |
| Last Dinosaurs                      | Zoom                                      | Vlag van Australië        |
| Lower than Atlantis                 | Love Someone Else                         | Vlag van Engeland         |
| The Maccabees                       | Unknow                                    | Vlag van Engeland         |
| Madeon ft. Zak Waters               | The City                                  | /                         |
| Muse                                | Butterflies and Hurricanes                | Vlag van Engeland         |
| Mute Math                           | Allies                                    | Vlag van Verenigde Staten |
| Nero                                | Won't You (Be There)                      | Vlag van Engeland         |
| Poliça                              | Violent Games                             | Vlag van Verenigde Staten |
| Popeska                             | Now Or Never (Wolfgang Gartner edit)      | Vlag van Verenigde Staten |
| Riverboat Gamblers                  | Blue Ghosts                               | Vlag van Verenigde Staten |
| Rudimental ft. John Newman          | Feel The Love                             | Vlag van Engeland         |
| RuN RIOT                            | A Light Goes Off                          | Vlag van Engeland         |
| Silent Code                         | East Star                                 | Vlag van Engeland         |
| Silent Code                         | Night Train                               | Vlag van Engeland         |
| Silent Code                         | Spell Bound                               | Vlag van Engeland         |
| Skrillex (& The Doors)              | Breakn' a Sweat (Zedd remix)              | /                         |
| Strange Talk                        | Cast Away                                 | Vlag van Australië        |
| The Vaccines                        | Bad Mood                                  | Vlag van Engeland         |
| We Are The Ocean                    | The Road (Run For Miles)                  | Vlag van Engeland         |
| The Who                             | Baba O'Riley (Alan Wilkis remix)          | Vlag van Engeland         |
| The Who                             | Won't Get Fooled Again (Cato remix)       | Vlag van Engeland         |
| X Ambassadors                       | Unconsolable                              | Vlag van Verenigde Staten |

## Trivia
- De gameplay komt sterk overeen met Burnout Paradise van dezelfde ontwikkelaar, ook de reclameborden en Drive-Throughs komen overeen.
- Als men goed luistert bij een ruilplek hoort men de autoradio een nummer afspelen uit Burnout Crash.
- De BMW M3 GTR en de Ford GT zijn de enige auto's die voorkomen in beide Need for Speed: Most Wanted-titels.

The Need for Speed · II · III: Hot Pursuit · Road Challenge · Porsche 2000 · Hot Pursuit 2 · Underground · Underground 2 · Underground Rivals · Most Wanted (2005) · Carbon · Pro Street · Undercover · Nitro · Shift · World · Hot Pursuit (2010) · Shift 2: Unleashed · The Run · Most Wanted (2012) · Rivals · Need for Speed · Payback · Heat · Unbound